# Bythinella badensis
Bythinella badensis là một loài ốc nước ngọt rất nhỏ, là động vật thân mềm chân bụng sống dưới nước trong họ Amnicolidae. Đây là loài đặc hữu của Đức.